# Hassan Jameel
Hassan Mohammed Abdul Latif Jameel, nacido el 6 de octubre de 1988, es un empresario y filántropo saudí. Actualmente es el presidente Adjunto y Vicepresidente de las operaciones en Arabia Saudí del conglomerado empresarial internacional de propiedad familiar Abdul Latif Jameel. Este conglomerado se dedica a diversas operaciones comerciales y ostenta los derechos de distribución de los vehículos Toyota en Arabia Saudí y otros países. Además, a través de su labor filantrópica, Jameel promueve la salud y la seguridad, y brinda ayuda a quienes buscan empleo y a los necesitados en Arabia Saudí.

## Primeros años y educación
Nacido el 6 de octubre de 1988, Hassan es el hijo del medio de Mohammed Abdul Latif Jameel, quien ha sido presidente de la empresa internacional diversificada Abdul Latif Jameel desde 1993. Además, Hassan es nieto de Abdul Latif Jameel (1909-1993), el fundador de la empresa homónima en 1945 y responsable de adquirir los derechos de distribución de los vehículos Toyota en Arabia Saudí en 1955.
Jameel pasó sus primeros años escolares en Japón. En 2010, se graduó de la Universidad Sophia de Tokio, obteniendo su licenciatura en Economía Internacional. Más adelante, prosiguió sus estudios y obtuvo un Máster en Administración de Empresas en la Escuela de Negocios de Londres.

## Carrera profesional
En 2004, Jameel recibió formación en la Toyota Motor Corporation de Japón, específicamente en su departamento doméstico de kaizen.
Tras su periodo en Toyota, Jameel regresó a Arabia Saudí para trabajar en el conglomerado familiar Abdul Latif Jameel. Este conglomerado diversificado está compuesto por una serie de negocios independientes que abarcan diversos sectores, incluyendo la distribución de automóviles, la fabricación de piezas de automóviles, los servicios financieros, las energías renovables, los servicios medioambientales, la promoción inmobiliaria y de terrenos, la logística, la venta minorista de electrónica y los servicios de medios de comunicación. La presencia de la empresa se extiende a más de una docena de países en Oriente Medio, Norte de África, Turquía, Asia Pacífico y Europa. Además, Abdul Latif Jameel es uno de los mayores distribuidores independientes a nivel mundial de vehículos Toyota, Daihatsu y Lexus.
Jameel ocupa el cargo de Presidente Adjunto y Vicepresidente de las operaciones nacionales en Arabia Saudí de Abdul Latif Jameel, con responsabilidad sobre áreas como automoción, terrenos y bienes inmuebles, y maquinaria.
Jameel es miembro del Consejo Asesor Global de la Universidad de Tokio, anteriormente conocido como Consejo del Presidente. Además, forma parte de la junta directiva del Family Business Council-Gulf, la sección del Consejo de Cooperación del Golfo (CCG, por su significado en inglés de Gulf Cooperation Council) de la organización mundial de empresas familiares, Family Business Network.

## Filantropía
Jameel ocupa el cargo de Presidente de Community Jameel en Arabia Saudí, un consorcio de filantropías perteneciente a Abdul Latif Jameel, anteriormente conocido como Abdul Latif Jameel Community Initiatives y fundado en 2003. Esta organización sin fines de lucro se dedica a una amplia gama de iniciativas sociales y económicas, que incluyen la educación de refugiados, la generación de empleo, la reducción de la pobreza, la seguridad alimentaria y la seguridad hídrica, la mejora de la atención sanitaria, así como la educación y formación que va más allá de las aulas. Además, Community Jameel invierte en empresas que contribuyen a la transformación de las comunidades. La organización también brinda apoyo a artistas, promoviendo el arte y la cultura.
Además, Community Jameel colabora con el MIT (por sus siglas en inglés, Instituto de Tecnología de Massachusetts) en desafíos globales como el tratamiento sanitario, la seguridad hídrica y los alimentos, la educación de refugiados y la erradicación de la pobreza. Asimismo, En 2003, estableció el Laboratorio de Acción contra la Pobreza Abdul Latif Jameel en asociación con el MIT.
Dentro de Community Jameel, Bab Rizq Jameel Arabia Saudí se dedica a la creación de oportunidades de empleo, ofreciendo orientación a jóvenes saudíes de ambos sexos, así como préstamos de microfinanciamiento sin intereses para la creación de empresas y puestos de trabajo. Jameel está particularmente involucrado en la iniciativa de seguridad vial de Community Jameel, que promueve la conducción segura a través de campañas de educación y concienciación.
Adicionalmente, Jameel también participa en programas humanitarios en colaboración con el Alto Comisionado de las Naciones Unidas para los Refugiados (ACNUR, por su nombre en inglés).

## Vida privada
En 2012, Jameel contrajo matrimonio con Lina Lazaar, crítica de arte tunecina, comisaria de arte y especialista en arte contemporáneo internacional de Sotheby's. Lazaar es una activista y promotora del arte de Oriente Medio, y ha fundado la Semana del Arte de Yeda y cofundado Ibraaz. Sin embargo, el matrimonio llegó a su fin en 2017 tras un proceso de divorcio.
Posteriormente, Jameel tuvo una relación entre 2017 y 2020 con la cantante Rihanna. Anteriormente, también se le relacionó brevemente con la modelo Naomi Campbell.
Jameel habla con fluidez árabe, inglés y japonés. Además, es coleccionista de arte y un fuerte defensor de las artes.